# Allongement à la rupture
Pour les articles homonymes, voir Allongement.
 (août 2025).
Si vous disposez d'ouvrages ou d'articles de référence ou si vous connaissez des sites web de qualité traitant du thème abordé ici, merci de compléter l'article en donnant les références utiles à sa vérifiabilité et en les liant à la section « Notes et références ».
L’allongement à la rupture ou allongement pour cent noté A% est une caractéristique sans dimension des matériaux. Elle définit la capacité d’un matériau à s’allonger avant de rompre lorsqu’il est sollicité en traction. A% se détermine par un essai de traction.

## Historique
C’est à Guillaume Wertheim (1815-1861) que l’on doit les principales expériences sur l’allongement.

## Définition
avec :

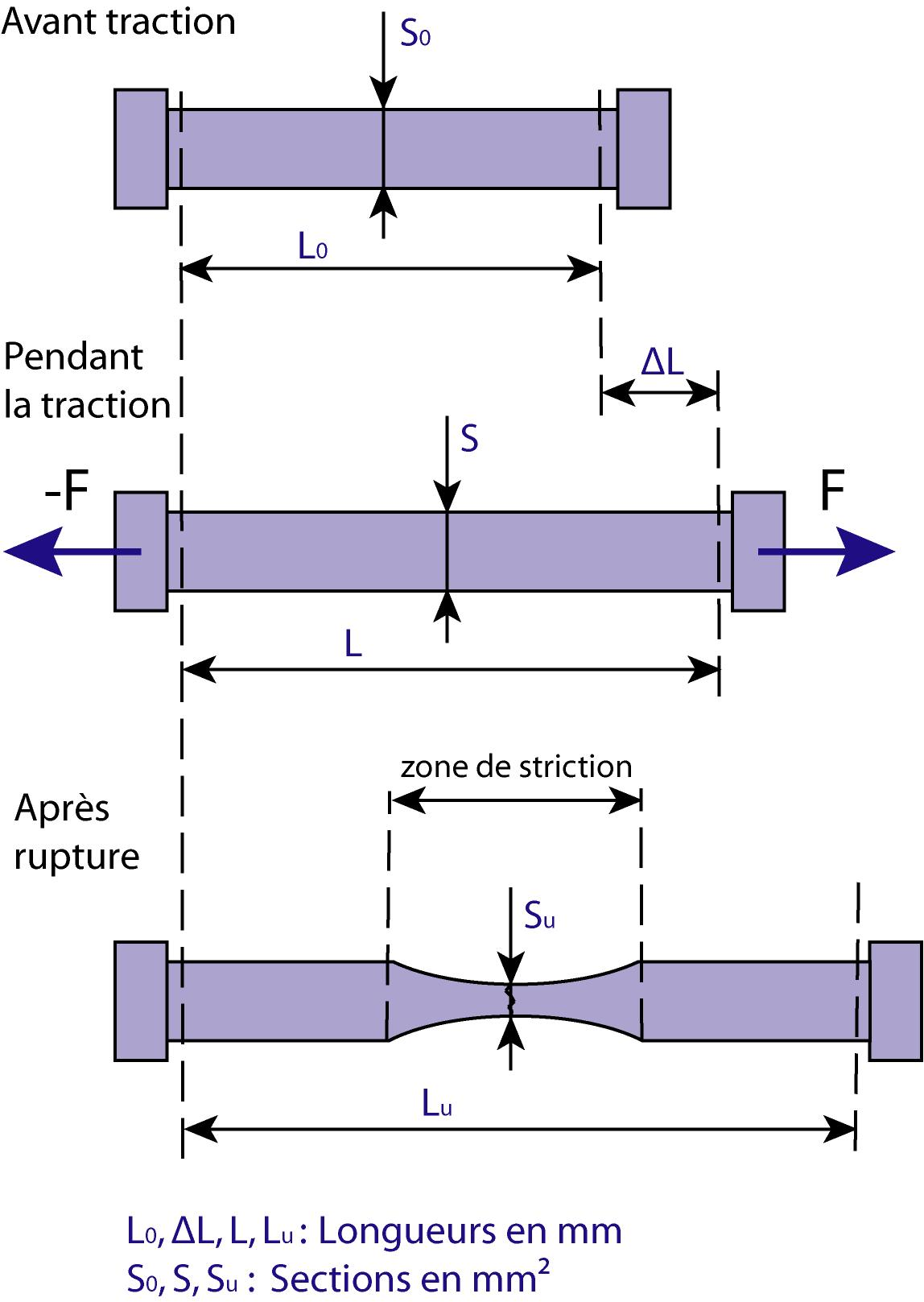
Évolution d’une barre soumise à un essai de traction

- {\displaystyle L_{\text{u}}} la longueur ultime, longueur de la barre juste avant la rupture. La notation {\displaystyle L_{\text{f}}}, longueur finale, est aussi utilisée ;
- {\displaystyle L_{\text{o}}} la longueur initiale, longueur de la barre avant le début de l’essai de traction.

{\displaystyle L_{\text{u}}} et {\displaystyle L_{\text{o}}} doivent être exprimées dans la même unité, en général le millimètre.
L'allongement à rupture, contrairement à ce que son nom laisserait penser, ne représente donc pas un allongement mais une déformation moyenne.
L'allongement à rupture doit être distingué de l'allongement uniforme, qui correspond à l'allongement jusqu'à apparition d'une localisation de la déformation. En raison de la localisation, la valeur de A% dépend de la base de l'extensomètre utilisé.

## Généralités
Un allongement à la rupture élevé caractérise un matériau ductile ; le polyester (250 < A% < 1 500) par exemple peut être étiré de quinze fois sa longueur initiale avant de rompre.
Un allongement à la rupture faible caractérise un matériau fragile ; une fonte GJL (0,3 < A% < 0,8) rompt alors qu’elle ne s’est presque pas allongée. Ainsi une poutre en fonte de 1 m de long aura rompu avant d’être allongée de 8 mm.
Peu de temps avant la rupture, apparaît un phénomène de striction ; ce phénomène se caractérise par le coefficient de striction Z% qui mesure la réduction de section après rupture par rapport à la section initiale.

## Allongement à la rupture de quelques matériaux

### Aciers au carbone
| Désignation | A%      |
| ----------- | ------- |
| S185 (A33)  | 8 à 18  |
| S235 (E24)  | 15 à 26 |
| S355 (E36)  | 12 à 22 |
| E295 (A50)  | 10 à 20 |
| E360 (A70)  | 3 à 11  |
| C25 (XC25)  | 18 à 21 |
| C35 (XC38)  | 16 à 20 |
| C45 (XC48)  | 13 à 18 |

### Aciers faiblement alliés
| Désignation   | A%      |
| ------------- | ------- |
| 38 Cr 2       | 12      |
| 100 Cr 6      | 10 à 13 |
| 20 Ni Cr 6    | 8 à 10  |
| 30 Ni Cr 11   | 12 à 16 |
| 20 NI Cr Mo 7 | 8 à 10  |
| 34 Cr Ni Mo 6 | 10 à 13 |
| 42 Cr Mo 4    | 10 à 14 |
| 28 Mn 6       | 19 à 21 |

### Aciers inoxydables
| Désignation       | A%      |
| ----------------- | ------- |
| X 5 Cr Ni 18-10   | 35 à 45 |
| X6 Cr Ni Ti 17-12 | 30 à 40 |

### Fontes
La fonte de fer s’allonge sans cesse à mesure que la charge augmente; la rupture se produit tout d’un coup sans être annoncée par aucun phénomène; les surfaces de rupture sont presque planes; d’un aspect cristallin. Il en est de même de la fonte d’acier.
| Désignation               | A%        |
| ------------------------- | --------- |
| GJL (graphite lamellaire) | 0,3 à 0,8 |
| GJS (graphite sphéroïdal) | 2 à 15    |
| GJMW (cœur blanc)         | 7 à 12    |
| GJMB (cœur noir)          | 2 à 18    |

### Alliages d’aluminium
L’allongement à la rupture de l’aluminium pur ou presque est de l’ordre de 30 %. Il en va de même pour les alliages n’ayant subi ni écrouissage ni traitement thermique (état métallurgique 0) ; dans ce cas, l’allongement à la rupture est compris entre 20 et 40 %. L’aluminium pur et les alliages non traités ont des propriétés mécaniques médiocres, ils sont « mous » (20 MPa < Re < 100 MPa). Après traitement(s), la résistance mécanique est augmentée (100 MPa < Re < 500 MPa) mais l’allongement à la rupture diminue fortement (1 < A% < 20).

### Alliages de cuivre
Comme pour les alliages d’aluminium, l’allongement à la rupture des alliages de cuivre dépend très fortement de l’état métallurgique.
| Type                        | A%     |
| --------------------------- | ------ |
| Laitons (Cu + Zn)           | 4 à 28 |
| Bronzes (Cu + Sn)           | 3 à 50 |
| Maillechorts (Cu + Ni + Zn) | 5 à 2  |

### Élastomères et matières plastiques
| Matériau (Symbole)                          | A%          |
| ------------------------------------------- | ----------- |
| Polyéthylène basse densité (PEbd)           | 200 à 600   |
| Polyéthylène haute densité (PEhd)           | 20 à 80     |
| Copolymère éthylène-acétate de vinyle (EVA) | 200 à 1 100 |
| Polypropylène (PP)                          | 250 à 600   |
| Polychlorure de vinyle (PVC) rigide         | 5 à 80      |
| Polychlorure de vinyle (PVC) souple         | 150 à 450   |
| Polystyrène (PS)                            | 5 à 75      |
| Polycarbonate (PC)                          | 80 à 120    |
| Polytétrafluoroéthylène (PTFE)              | 250 à 500   |
| Polyester (thermodurcissable)               | 250 à 1 500 |